# هاوود
هاوود (به انگلیسی: Howwood) یک روستا در بریتانیا است که در رنفروشر واقع شده‌است. هاوود ۱٬۵۰۲ نفر جمعیت دارد.